# Nelson Díaz
Nelson Díaz Marmolejo (født 12. januar 1942, død 4. december 2018) var en uruguayansk tidligere fodboldspiller (forsvarer).
Díaz spillede i perioden 1964-1966 otte kampe for det uruguayanske landshold. Han var en del af landets trup til VM 1966 i England, omend han ikke kom på banen i nogen af landets kampe i turneringen.
På klubplan spillede Díaz blandt andet for Montevideo-storklubben Peñarol, ligesom han havde et udlandsophold i Colombia hos både Atlético Junior og Millonarios.